# Stadsprijs Geraardsbergen 1957
De 26e editie van de Belgische wielerwedstrijd Stadsprijs Geraardsbergen werd verreden op 28 augustus 1957. De start en finish vonden plaats in Geraardsbergen. De winnaar was Michel Van Aerde, gevolgd door Pino Cerami en Edgard Sorgeloos.

## Uitslag
| Stadsprijs Geraardsbergen 1957 |                  |                       |      |
| Plaats                         | Naam             | Ploeg                 | Tijd |
| Winnaar                        | Michel Van Aerde | Mercier-BP-Hutchinson |      |
| 2                              | Pino Cerami      | Peugeot-BP-Dunlop     |      |
| 3                              | Edgard Sorgeloos | Peugeot-BP-Dunlop     |      |

1912 · 1913 · 1914–1926 · 1927 · 1928–1932 · 1933 · 1934 · 1935 · 1936 · 1937 · 1938 · 1939 · 1940 · 1941 · 1942 · 1943 · 1944 · 1945 · 1946 · 1947 · 1948 · 1949 · 1950 · 1951 · 1952 · 1953 · 1954 · 1955 · 1956 · 1957 · 1958 · 1959 · 1960 · 1961 · 1962 · 1963 · 1964 · 1965 · 1966 · 1967 · 1968 · 1969 · 1970 · 1971 · 1972 · 1973 · 1974 · 1975 · 1976 · 1977 · 1978 · 1979 · 1980 · 1981 · 1982 · 1983 · 1984 · 1985 · 1986 · 1987 · 1988 · 1989 · 1990 · 1991 · 1992 · 1993 · 1994 · 1995 · 1996 · 1997 · 1998 · 1999 · 2000 · 2001 · 2002 · 2003 · 2004 · 2005 · 2006 · 2007 · 2008 · 2009 · 2010 · 2011 · 2012 · 2013 · 2014 · 2015 · 2016 · 2017 · 2018 · 2019 · 2020 · 2021 · 2022